# ووجیمیش اسکوچیلاس
ووجیمیش اسکوچیلاس (لهستانی: Włodzimierz Skoczylas؛ ‏ تلفظ لهستانی: [vwɔˈd͡ʑimjɛʂ] ۷ مهٔ ۱۹۲۳ – ۲۹ سپتامبر ۱۹۹۳) بازیگر اهل لهستان بود.

## گزیده فیلم‌شناسی
از فیلم‌ها یا مجموعه‌های تلویزیونی که وی در آن‌ها نقش داشته‌است، می‌توان به روز هشتم هفته، شوالیه‌های تتونیک، ماجراهای میخاو، قماری بالاتر از زندگی، دست‌نوشته ساراگوسا، خاطرات یک گناهکار و به خانه برو، ایرنا! اشاره نمود.